# Genetta maculata
La genetta panterina (Genetta maculata  Gray, 1830) è un carnivoro della famiglia dei viverridi diffuso nell'Africa subsahariana.

## Descrizione

### Dimensioni
Carnivoro di medie dimensioni, con la lunghezza della testa e del corpo tra 461 e 565 mm, la lunghezza della coda tra 389 e 540 mm, la lunghezza del piede di 80 mm e un peso fino a 3,1 Kg.

### Aspetto
Il colore del corpo varia dal grigio scuro al marrone chiaro. Una linea dorsale scura si estende dalla nuca alla base della coda. Sono presenti 4 file di grandi macchie scure, talvolta brunastre al centro, e ben distanziate tra loro lungo i fianchi. Gli arti sono dello stesso colore del corpo. La parte centrale del palmo della mano è ricoperta di peli. Sono presenti 7-8 file di macchie più piccole che si estendono lungo il collo. La coda è più corta della testa e del corpo, ha 6-9 anelli chiari e incompleti, intervallati da anelli più scuri della stessa larghezza, ed ha la punta nera. Le femmine hanno due paia di mammelle.

## Biologia

### Comportamento
É una specie prevalentemente notturna. In Kenya ed Etiopia, le genette con un radio-collare erano più attive tra il tramonto e l'alba che durante le ore diurne. I rifugi includono alberi, tronchi cavi, sotto le radici degli alberi, in tane in disuso di Oritteropi o di lepri primaverili, sotto massi, strapiombi rocciosi, grotte e rifugi artificiali. I rifugi vengono riutilizzati da entrambi i sessi.

### Alimentazione
Prevalentemente carnivoro, anche se in alcune parti del suo areale può nutrirsi di frutti, semi e bacche. Le prede animali includono piccoli mammiferi, uccelli e uova, gasteropodi terrestri e acquatici, bivalvi, millepiedi, millepiedi, ragni, scorpioni, insetti, crostacei, pesci, anfibi e rettili, comprese lucertole e serpenti. La percentuale della presenza di particolari alimenti nella dieta è stata determinata in diversi punti del suo areale. In Zambia, gli escrementi contenevano il 100 % di roditori (tra cui Hylomyscus denniae, Mastomys sp., Grammomys dolichurus, Otomys sp. e Mus minutoides), il 67 % di invertebrati, il 67 % di insetti (compresi gli ortotteri), il 39 % di erba, il 33 % di anfibi, 11 % insettivori (Crocidura sp.) e 6 % rettili. Nello Zimbabwe, il contenuto dello stomaco conteneva il 68 % di muridi (incluso Mastomys sp.), il 40 % di insetti (Coleoptera, Orthoptera, Isoptera, Lepidoptera e Hymenoptera), il 15 % di uccelli, il 9 % di aracnidi, l'8 % di rettili, l'8 % di frutti selvatici, il 3 % toporagni, 3% millepiedi, 2% anfibi, 1% lagomorfi e 1% pesci. In Botswana, la dieta comprendeva il 90% di insetti (Coleoptera, Orthoptera e Isoptera), il 47% di muridi (incluso Saccostomus campestris), il 27% di aracnidi, il 17% di frutti selvatici, il 10% di millepiedi, il 7% di uccelli e l'1% rettili, anfibi e altri artropodi. In Kenya, la presenza relativa di prodotti alimentari trovati negli escrementi era del 74% di semi e frutti (più di 40 specie) contro l'82% di artropodi e il 44% di altri resti di cibo (piccoli mammiferi, rettili, uccelli, lumache e foglie). In Nigeria, il contenuto dello stomaco conteneva piccole specie di mammiferi (Praomys tullbergi, Cricetomys sp., Mus musculoides, Lemniscomys striatus, Hybomys univittatus, Dendromus sp., Crocidura nigeriae, Crocidura poensis e Crocidura sp.), insetti (tra cui Orthoptera e Coleoptera), uccelli, uova, rettili, frutti, semi, millepiedi e ragni; c'era una sovrapposizione del 70% nella dieta con la Genetta crestata, indicando una forte competizione interspecifica per il cibo tra queste due specie. I pipistrelli sono stati registrati come prede in Sudafrica (Laephotis capensis e generi Eptesicus, Scotophilus e Rhinolophus) e in Somalia (genere Tadarida). Ci sono segnalazioni di esemplari che uccidono il pollame, in Zimbabwe, il contenuto dello stomaco includeva pollame domestico (fagiani, giovani pavoni, piccioni e galline). Ci sono poche prove che le carogne vengano mangiate, sebbene alcuni stomaci del Sudafrica contenessero vermi. Le genette panterine foraggiano sia sugli alberi che sul terreno. La preda viene catturata dopo un attento inseguimento, seguito da un balzo. Prima di essere uccisa, la sua preda viene morsa più volte o talvolta scossa.

### Riproduzione
Sono stati segnalati due picchi riproduttivi in Kenya: un picco principale da ottobre a dicembre e un altro tra marzo e maggio. Nell'Africa meridionale, sembra che la stagione riproduttiva si estenda da agosto a marzo. In Sudafrica, tre giovani sono stati trovati a febbraio e due femmine gravide, entrambe con tre feti, sono state registrate a novembre. Tre cuccioli di due settimane sono stati trovati in un albero cavo nel nord della Namibia a ottobre. In Botswana, una femmina è stata trovata che allattava nel mese di febbraio e in Zimbabwe le nascite sono state registrate da agosto a febbraio. Nello Zambia, giovani di quattro settimane sono stati catturati in ottobre e novembre. Il comportamento riproduttivo è stato osservato soltanto in cattività. La gestazione è di 70-77 giorni. La dimensione della cucciolata sembra essere da due a cinque. Le nascite avvengono in alberi cavi, nidi di foglie e sotto i tetti in habitat urbanizzati. I neonati sono ciechi, sono ricoperti di pelo e hanno un mantello distinguibile. Gli occhi si aprono a dieci giorni e la prima serie di canini erutta a quattro settimane. Questi vengono eliminati dopo che i canini permanenti sono spuntati, a circa 10-11 mesi. La madre lecca i genitali dei suoi cuccioli e ne consuma gli escrementi. I giovani iniziano a prendere cibo solido a circa sei settimane e possono iniziare a uccidere e mangiare vertebrati vivi a circa 28 settimane. A circa otto settimane di età, i giovani iniziano a correre, saltare, rotolare e simulare giochi di combattimento.

## Distribuzione e habitat
Questa specie è diffusa nell'Africa subsahariana dalla Burkina Faso e Ghana orientali, Togo, Benin, Nigeria, Niger e Ciad meridionali, Repubblica Centrafricana, Camerun, Rio Muni, Bioko, Gabon, Congo, Repubblica Democratica del Congo, Sudan del Sud meridionale, Etiopia, Eritrea, Somalia meridionale, Kenya, Uganda, Ruanda, Burundi, Tanzania, Angola, Zambia, Malawi, Zimbabwe, Mozambico, Botswana settentrionale, Namibia centrale e settentrionale, eSwatini fino alla provincia sudafricana del KwaZulu-Natal.
Vive in diversi tipi di habitat, dalle foreste pluviali, foreste di palude, vegetazione fluviale, boschi e foreste umide alle savane e arbusteti fino a 3.400 metri sugli altopiani etiopi. Non è presente in zone aride. Talvolta si trova anche in aree coltivate, fattorie e zone suburbane.

## Conservazione
La IUCN Red List, considerato il vasto areale, la presenza in una varietà di habitat e la presenza in molte aree protette, classifica G.maculata come specie a rischio minimo (Least Concern).